# Apothekengesetz (Deutschland)
Das Apothekengesetz regelt die Grundlagen des Betriebs von Apotheken in Deutschland. Laut Gesetzgeber ist der primäre Auftrag der Apotheken, die ordnungsgemäße Versorgung mit Arzneimitteln in Deutschland sicherzustellen.

## Geschichte
Das Apothekengesetz ersetzte eine Vielzahl von landesrechtlichen, teils noch vorkonstitutionellen Vorschriften, die mitunter weit in das 19. Jahrhundert und weiter zurückreichten, wie z. B. die badische Apotheken- und Apothekerordnung vom 28. Juli 1806).

## Inhalt

### Abschnitt 1
Zu Beginn des Apothekengesetzes wird der gesetzliche Auftrag der Apotheken benannt: Die Sicherstellung der ordnungsgemäßen Arzneimittelversorgung. Es folgen die Kriterien, die für das Erteilen einer Erlaubnis zum Betrieb einer Apotheke (Personalkonzession) zu erfüllen sind. Hierzu zählt u. a., dass der Antragsteller die deutsche Approbation als Apotheker besitzen muss. Weiterhin werden die Grundlagen für den in Deutschland nur beschränkt zulässigen Mehrbesitz definiert: So darf ein Erlaubnisinhaber neben der persönlich zu führenden (Haupt-)Apotheke maximal drei Filialapotheken betreiben.
Bei mehr als einem Besitzer darf eine Apotheke nur in der Rechtsform einer offenen Handelsgesellschaft (OHG) oder einer Gesellschaft bürgerlichen Rechts (GbR) betrieben werden. Der kaufmännische Geschäftsbetrieb einer Apotheke steht einer GbR jedoch entgegen, faktisch ist somit nur die Form der OHG möglich. Dabei muss jeder Gesellschafter die Erlaubnis zum Betrieb der Apotheke besitzen. Mit diesem Fremdbesitzverbot stellt der Gesetzgeber sicher, dass jede Apotheke durch einen oder mehrere persönlich voll haftende Apotheker geleitet wird. In der Ausübung seiner Tätigkeit ist der Apotheker als Heilberufler auch dem Allgemeinwohl verpflichtet, d. h. die Tätigkeit soll nicht nur nach kaufmännischen Gesichtspunkten erfolgen.
Abschnitt 1 regelt weiterhin die Grundlagen der Verpachtung und der Verwaltung von Apotheken, die Anforderungen an den Versandhandel mit Arzneimitteln sowie die Grundlagen für die Heimversorgung.

### Abschnitte 2–5
Im zweiten Abschnitt werden die Grundlagen für den Betrieb von Krankenhausapotheken, Bundeswehrapotheken sowie, bei Notstand in der Arzneimittelversorgung, Zweigapotheken und Notapotheken definiert. Im dritten Abschnitt schließen sich neben der Ermächtigung zum Erlass der Apothekenbetriebsordnung – hier werden die Details des Betriebs von Apotheken geregelt – Ausnahmeregelungen für die Bundespolizei an. In den Abschnitten 4 und 5 folgen Straf-, Bußgeld-, Schluss- und Übergangsbestimmungen.